# Liste der Kinos in Berlin-Pankow
Die Liste der Kinos in Berlin-Pankow gibt eine Übersicht aller Kinos, die im Berliner Ortsteil Pankow – wie er mit der Verwaltungsreform 2001 entstand – existiert haben oder noch existieren. Die Liste wurde nach Angaben aus den Recherchen im Kino-Wiki aufgebaut und mit Zusammenhängen der Berliner Kinogeschichte aus weiteren historischen und aktuellen Bezügen verknüpft. Sie spiegelt den Stand der in Berlin jemals vorhanden gewesenen Filmvorführeinrichtungen als auch die Situation im Januar 2020 wider. Danach gibt es in Berlin 92 Spielstätten, was Platz eins in Deutschland bedeutet, gefolgt von München (38), Hamburg (28), Dresden (18) sowie Köln und Stuttgart (je 17). 
Gleichzeitig ist diese Zusammenstellung ein Teil der Listen aller Berliner Kinos und der Ortsteillisten.

## Einleitung
Die Landgemeinde Pankow war ein gutbürgerlicher Vorort Berlins und entwickelte sich zum Berliner Naherholungsgebiet. Bedeutsam für die deutsche Kinogeschichte wurde das Gartenhaus des „Feldschlösschens“, in dem die Gebrüder Skladanowsky ihre ersten Filme vorführten. Als festes Spielstätte entwickelte sich daraus das Tivoli. Das erste Ladenkino entstand 1910 in einer Gaststätte in der Florastraße, das bis in die 1960er Jahre bestand. Dem folgten in den 1910er Jahren weitere Kinematographentheater und in den 1920er Jahren das vornehme Palast-Theater, das in den Kriegsjahren völlig zerstört wurde. Ende der 1960er Jahre wurden die noch privat betriebenen Kinosan die Bezirksverwaltung für Lichtspielstätten. Teilweise baufällig geworden, teilweise der (allgemein) sinkenden Besucherzahl (Kinokrise) folgend werden Kinos geschlossen. Ein Kinoneubau der Mitte der 1990er Jahre an der Stelle des historischen Tivoli entstehen sollte, fiel allerdings der eigentumswohnungorientierten Bauplanung im Bezirk zum Opfer. So ist der Ortsteil ohne bestehende Kinos.

## Liste der Kinos
| Name/Lage                           | Adresse                   | Bestand   | Beschreibung |
| ----------------------------------- | ------------------------- | --------- | --- |
| Palast-Theater (Lage)               | Breite Straße 21a         | 1919–1948 | Die Breite Straße ist der Pankower Ortskern, einst Flaniermeile mit Bürgerhäusern. Das Gebäude der Breiten Straße 21a befand sich 1918 gegenüber der Mündung Mühlenstraße am Westende des Pankower Angers. Im Jahr 1915 war der Eigentümer der Privatier A. Ringel und der Nutzer der Gastwirt B. Beyer, der zu dieser Zeit das Restaurant Bellevue auf diesem Grundstück betrieb. Im Jahr 1919 stand dieses Grundstück unter Zwangsverwaltung des Gewerbe- und Kaufmannsgerichts für die Kriegsbeschädigten-Fürsorge und die Kriegsküche V. Im Gewerbeteil des Adressbuchs 1920 ist die Breite Straße 21a erstmals für Kinematographische Vorstellungen durch P. Kranz notiert und im Straßenteil sind die Kammer-Lichtspiele genannt. „Im Juli 1919 wurde das 2250 Geviertmeter große Grundstück von dem Lichtspieltheaterbesitzer und jetzigen Rentier Paul Kranz aus Niederschönhausen erworben, der nun auch hier Räume zu einem Kino, das damals das modernste in Pankow war, umbaute und am 1.1.1920 eröffnete. Das Kino hat er [1936] verpachtet. Der westliche Teil des Grundstücks ist vorgesehen für eine eventuellen Straßendurchbruch (Verlängerung der Mühlenstraße).“ (Zitat aus 1936) 1921 ist der Theaterbesitzer Paul Kranz Eigentümer von Nr. 21a und Nutzer und Bewohner der Theaterbesitzer E. Wedekindt. Im Kino-Adressbuch 1920 ist in der Breiten Straße 21a das Palast-Theater von Paul Kranz mit 755 Plätzen und täglichen Vorstellungen aufgeführt. Ab 1921 war Johann Köhnen (Niederschönhausen, Podbielskistraße) der Besitzer und gab 1919 als Gründungsjahr an. Die Kapazität lag zwischen 650 und 674 Plätzen mit täglichen Vorstellungen, Programme wechselten am Dienstag und Freitag. Die Bühne des Palast-Theaters war 8 m × 4 m groß. Ab 1924 sind E. Wedekindt (SO 16, Milchaelkirchstraße 25) und Bernhard Schott aus Niederschönhausen Mitbesitzer, ab 1929 war E. Wedekindt (SW 61, Hornstraße 12) der Besitzer. Er ließ 1931 das Kino von Stummfilm auf Tonfilm umrüsten. 1932 erwarb die „Palast-Theater Pankow GmbH“ das Kino; deren Geschäfte Fritz Jacubowitsch (Berlin-Charlottenburg, Kaiserdamm 58) bis 1936 führte. Im Kino-Adressbuch von 1937 ist als Jahr der Kinoeröffnung 1918 angegeben. Der Besitzer wechselte 1937 auf Max Handke, Kurt Neumann und Franz Sommer. Im Folgejahr 1938 waren es die „Lichtspielbetriebe Niederschönhausen“ mit dem Geschäftsführer Franz Sommer. Bei einem Luftangriff auf Pankow wurde das Gebäude zerstört, wodurch der Kinobetrieb endete. Nach anderen Quellen wurden Vorstellungen im Saal noch notdürftig bis 1948 gegeben. Bis 1950 wurden die Ruinen beräumt, es verblieb eine Freifläche auf den Grundstücken Breite Straße 20, 21, 21a. Darauf bestand bis Anfang der 1980er Jahre ein Parkplatz der einem Einkaufszentrum wich. Auf dessen Grundstück wurde um 2000 das „Rathaus-Center Pankow“ erbaut, wobei Nachbargrundstücke einbezogen wurden. |
| Roland-Lichtspiele (Lage)           | Wollankstraße 113         | 1915–1922 | In der Wollankstraße 113 befand sich als einzige Übernachtungsmöglichkeit in Pankow das „Hotel Roland“. Die Gastwirtschaft „Zum Wollank“ wurde seit 1873 betrieben, auf Betreiben der Pankower Familie Wollank mit der Begründung, dass „die Wollanks keine Trinker gewesen seien“, musste dies in „Zum Roland“ geändert werden. „Der Roland ist das traditionelle Uebungs- und Festlokal des Pankower Liederquartetts 1911, das dort auch seine Festlichkeiten abhält. […] Im Jahr 1919 wurde der Saal des Roland als Lichtspieltheater verwendet.“ (1936) Im Saal des Hotels wurde – wie damals verbreitet – für einige Zeit ein Lichtspieltheater eingerichtet. 1918 ist Besitzer der Roland-Lichtspiele mit 250 Plätzen A. Böttger. Das Kino wurde täglich bespielt, ab 1920 ist Heinrich Glaab der Inhaber vom Hotel und somit auch des Kinos. Er ließ im Kino-Adressbuch als Gründungsjahr 1917 eintragen. Nachdem Ende der Kinovorstellungen führte Heinrich Glaab sein Hotel bis zur Zerstörung bei Bombenangriffen im Zweiten Weltkrieg. Das Ruinengrundstück verblieb als Gewerbefläche, bis es 1997 mit einem schmucklos angepassten Wohnhaus neben dem rekonstruierten Bürgerhaus 114 und dem einfachen Lückenbau 112 bebaut worden ist. |
| Welt im Licht (Lage)                | Kreuzstraße 3/4           | 1912–1922 | Paul Rozycki übernahm am 12. Oktober 1902 das „Gesellschaftshaus“ am Eingang zum Bürgerpark in der Kreuzstraße 3/4 (Ecke zur Wilhelm-Kuhr-Straße 85, bis 1915 Spandauer Straße 10). Ab 1912/1913 führt er in dessen Saal kinematographische Vorstellungen unter dem Namen „Welt im Licht“ aus. Mit 500 Plätzen war sein Kino das damals größte in Pankow. Wegen des Erfolgs baute er 1918 den Saal um und vergrößerte ihn auf 575 Plätze, Geschäftsführer war B. Pollitzer. Paul Rozycki verstarb 1920. Die Pankower Konkurrenz, die „Palast-Theatergesellschaft“ (Johann Köhnen, Nieder-Schönhausen, Podbielskistraße 38) kaufte 1921 das Kino und führte es kurze Zeit als „Universum-Theater“ gemeinsam mit dem „Palast-Theater“ weiter. Es wurde um 1922 aus Konkurrenzgründen stillgelegt. Im Kino-Adressbuch ist noch 1925 unter Kreuzstraße 3 das „Universal-Theater ‚Die Welt im Licht‘“ eingetragen. Unter Kreuzstraße 3/4 ist aktuell eine Tanzschule tätig. |
| Fortuna Flora (Lage)                | Florastraße 16            | 1910–1966 | Das 1910 erbaute fünfgeschossige Gründerzeit-Mietshaus Florastraße 16 steht nahe der Kreuzung mit der Görschstraße. Das Kinemathopraphentheater wurde 1910 von Otto Noll im neuerbauten Wohnhaus eröffnet. Dieses befand sich wohl im Erdgeschoss mit Zugang von der Straße und hatte 116 Sitzplätze. 1913 wurde der Saal unter Einbeziehung benachbarter Räume vergrößert. Für 1920 ist Rogasinski Besitzer und Karl Schmidt der Geschäftsführer des „Flora-Theaters“. 1921 übernimmt Hermann Mayr und 1924 Carl Werner das Kino mit 150 Plätzen. Bespielt wurde das Kino täglich. Mit der Übernahme 1925 benannte es Manfred Bernstein als „Intime Lichtspiele“, 1927 setzt J. Steiner als Besitzer wieder den Namen „Flora-Lichtspiele“. In den Jahren 1928 bis 1933 hat Martin Baum das 155-Plätze-Kino übernommen und verpachtete es unter der neuen Bezeichnung „Fortuna-Lichtspiele“ an „Dahmann & Weinberg“. 1933 baut Baum mit Klangfilm für die Vorführung von Tonfilmen um. Den täglichen Spielbetrieb führt 1934 R. Blond für drei Jahre auf 143 (danach 146) Plätzen weiter. 1937 übernimmt letztlich Stanislaus Czabanski das kleine Kino und führt es durch die Kriegsjahre unbeschadet und die Nachkriegszeit. 1960 wird das Kino „Fortuna“ vom VEB Berliner Filmtheater noch bis 1967 betrieben. Im Weiteren wurde das Erdgeschoss der Florastraße 16 für kulturelle Zwecke verwendet. 1990 zog das Figurentheater „Homunkulus“, danach übernahm die Räume der Verein Mikado als Kleinkunstbühne „Zimmer 16“ |
| Neue Schönholzer Lichtspiele (Lage) | Neue Schönholzer Straße 3 | 1913–1922 | Die Neue Schönholzer Straße 3 wurde 1902 als Wohnhaus mit Gewerberäumen (anfangs eine Schmalzsiederei) erbaut. Die Bebauung entstand zeitgleich mit dem Rathaus der Landgemeinde Pankow und das Wohnhaus Nr. 3 steht gegenüber vom (späteren) Rathaus-Erweiterungsbau. 1910 der hatte der Gastwirt J. Bork seine Wohnung in Nr. 3, und ist als Pankower Gastwirt im Gewerbeteil aufgenommen. 1911 fehlt Borks Eintrag, dafür ist die Haus Nr. 3 mit Obsthandlung M. Honett und Seifenhandlung H. Tschierschke (als Bewohner) notiert. auch im Gewerbeteil genannt. Im Kinoadressbuch von Max Mattisson ist für 1917 ein Kinematographie-Theater für das Haus Nr. 3 aufgenommen. Nach weiteren Angaben ist Besitzer der Neu-Schönholzer Lichtspiele mit 174 Plätzen im Jahre 1918 Wilhelm Reinelt, wohnhaft in der Wollankstraße 135. Aus dem Eintrag von 1920 ergibt sich, dass 1919 W. Jensch & Hasbach das Ladenkino (Haus Nr. 3) mit 185 Plätzen übernahmen Das Kino wurde von Hasbach aus der Wollankstraße 117 geführt. Im Berliner Adressbuch ist für die Neue Schönholzer Straße 3 1919 W. Schulz und für 1920 A. Böttcher im Gewerbeteil Pankows für „Kinematographische Vorstellungen“ eingetragen. |
| Odeum-Lichtspiele (Lage)            | Berliner Straße 53        | 1931–1964 | Auf der Karte von 1928 und 1937 ist das Eckhaus Berliner Straße 53/Brennerstraße 92 nahe am U-Bahnhof Vinetastraße eingezeichnet und die anschließenden Grundstücke bis zur Esplanade (an der Grenze zum Verwaltungsbezirk Prenzlauer Berg) unbebaut. Im Adressbuch 1930 ist das Wohnhaus von W. Tornes aus Zehlendorf als 53/54 aufgenommen. Das viergeschossige Eckhaus ist ein Wohnhaus mit Gewerberäumen im Erdgeschoss. 1932 sind die Odeum-Lichtspiele im Kino-Adressbuch unter Berliner Straße 53/54 eingetragen. Der Eintrag des Berliner Adressbuch 1933 enthält ebenfalls die Odeum Lichtspiele. Deren Besitzer war Wilhelm Tornes aus Zehlendorf, seine Geschäfte führte Jacob Schmidt. Bis 1934 Paul Gierig die Geschäftsführung übernahm, war 1933 noch Wilhelm Hofmann in dieser Funktion tätig. Die Spielstätte wurde mit der technischen Ausrüstung für Tonfilme eröffnet, diese stammte von Klangfilm. Im Kino mit seinen 650 Plätzen wurde täglich gespielt (nach 1936: 636 Plätze). Im Gewerbeteil der Berliner Adressbücher ist das Kino unter Lichtspielhäuser erst ab 1942 notiert: „Odeum Lichtspiele Pankow, Berliner Straße 53, T: 44 57 14“. Beim Angriff am 16. März 1945 erlitt das Lichtspielhaus „Odeum“ noch erhebliche Beschädigungen. Der Kinobetrieb erfolgte im Nachkriegsdeutschland weiterhin. Im Kino-Adressbuch sind die „Odeum-Lichtspiele“ 1949 mit 605 Plätzen aufgenommen. Trotz der Lage in Ost-Berlin ist 1950 Wilhelm Tornes aus Zehlendorf der Besitzer mit dem Geschäftsführer Otto Hannemann. Unter den Kinodaten findet sich 1950: Es gibt zwei Vorführapparate Ernemann VII B, der Verstärker ist Europa-Junior. Das Kino hat eine Bühne von 7 m × 2,8 m × 8 m, täglich gibt es Vorstellungen gibt es, am Samstag und Sonntag vier Vorstellungen. Vor 1960 geht das Kino an den VEB Berliner Filmtheater mit Verstaatlichung über. Um diese Zeit wurde auf dem Grundstück (Berliner Straße 54) am Kino an der Straßenfront ein zweigeschossiger Flachbau mit Glasfassade neu aufgebaut, so dass sich seither neben dem Kino noch die „Milchbar Esplanade“ befand. Der Kinozugang und das Foyer war durch das offene Erdgeschoss möglich. Der Kinoname ist 1957 „Odeum“ ohne Zusatz. 1964 wird der Kinobetrieb eingestellt und als Puppentheater weitergenutzt. Der im Erdgeschoss offene Durchgang zum Kinosaal wird mit Gasträumen bebaut. Mit der politischen Wende wird der Flachbau zum Tanzcafé privatisiert, anschließend ein Nachtcafé betrieben. Nach Leerstand seit 2013 wird das Grundstück 2015 beräumt und die Lücke zwischen den Wohnhäusern 53 (aus den 1920er Jahren) und 55 (aus den 1950er Jahren) mit einem Neubau (2016) für 15 Appartementwohnungen geschlossen. |
| Tivoli Pankower Theater (Lage)      | Berliner Straße 27        | 1895–1994 | Im Ballsaal des Ausfluglokals „Feldschlößchen“ führten kurz nach der Produktion im Juli 1895 die Pankower Brüder Skladanowsky ihre ersten Filme mit dem Bioskop vor, bevor im Wintergarten auftraten. In der Berliner Straße 27 etablierten sich die „Pankower Lichtspiele“ von David Heimann mit täglichem Spielbetrieb auf 370 Sitzplätzen. 1920 wurde Willi Ihbe der Besitzer und gab 450 Plätze an. Nach den Inflationsjahren übernahm 1924 Ignaz Werner und Mull die Spielstätte und ließen den Bau abreißen. 1925 wurde er nach Plänen des Architekten Walter Erdmann und Reinhold Lest durch ein neues Filmtheater mit mehr Sitzplätzen ersetzt. Für 1928 bekam das Kino den Namen Tivoli im Besitz der Tivoli Ges. mbH, der Kinosaal ist mit 820 Plätzen im Kino-Adressbuch aufgenommen. Als Gründungsjahr wurde 1927 eingetragen, 1931 erfolgte die Ausrüstung für den Tonfilm mit der Technik von Tobis-Klangfilm. Der Kinobesitzer wird 1932 Karl Werner aus Berlin-Pankow. 1937 erfolgte der Besitzerwechsel an Ernst Metzger und Emil Backhaus, deren Geschäfte P. Heine führte. Das Tivoli überstand die Luftangriffe unzerstört und der Betrieb der Tivoli-Lichtspiele Pankow wurde im Nachkriegsdeutschland fortgesetzt. 1957 sind im Kino-Bau das „Tivoli-Theater Film-Bühne Variete“. Beim Umbau 1960 wurden Elemente der Vorkriegssubstanz ersetzt, Träger des Kinos wurde der VEB Berliner Filmtheater, der durch interne Umstrukturierung in der Bezirksfilmdirektion Berlin aufging. Im Jahr 1990 ging diese DDR-Institution durch Privatisierung in das Unternehmen „BFD Berlin“ (Gleimstraße 32–35, 1058 Berlin), wobei für den Kinosaal 343 Plätze vorhanden sind. 1993 übernimmt die „Tivoli Kino Stadler-Karcher GbR“ (Kino 66 in 10623 Berlin, Bleibtreustr. 12) und schafft zwei Spielstätten: Tivoli 1 mit 343 Plätze und Tivoli 2 mit 55 Plätzen. 1994 wird das Kino geschlossen. Trotz mehrerer Versuche, das Kino zu bewahren, scheiterten diese im Jahr des „100. Jahrestages der Erstaufführung eines Films“. Das Grundstück 27/28 wurde von einer Immobilienmaklerin übernommen und das vorhandene Gebäude 2003 abgerissen und mit einem Flachbau für einen Discounter-Supermarkt bebaut. Im ehemaligen Eingangsbereich ist der Schriftzug „1895 BIOSKOP 1995“ als Mosaik eingelassen ist. |